# Mankondi
Mankondi est un village de la République du Congo, situé dans le district de Louingui, département du Pool. Ce village est connu pour avoir vu la naissance d'André Milongo, premier ministre de la Transition au Congo (1991-1992).
Il est peuplé d'un clan ou d'un lignage connu sous l'appellation " bisi ndamba " ou "Bisi e Ndamba".